# Labastide-du-Temple
Labastide-du-Temple một thị xã và xã ở tỉnh Tarn-et-Garonne trong vùng Tarn-et-Garonne, Pháp.